# Kusuriya no Hitorigoto
Kusuriya no Hitorigoto (яп. 薬屋のひとりごと кусурия-но хиторигото, «Монолог фармацевта») — японское ранобэ авторства Нацу Хюги с иллюстрациями Токо Сино, на основе которого позже начали выходить манга и аниме-адаптация.

## Сюжет
Местом действия ранобэ является вымышленная страна Ли, напоминающая средневековый Китай. Главная героиня — 17-летняя Маомао, дочь аптекаря, хорошо разбирающаяся в лекарствах, болезнях и ядах. Её похищают бандиты и продают служанкой в императорский дворец. Благодаря своим знаниям и твёрдому характеру она обращает на себя внимание главного евнуха внешнего дворца Жэньши, и её назначают личной служанкой-дегустатором ядов одной из четырёх старших наложниц императора. Однако Жэньши часто просит Маомао разгадать и другие загадки, связанные с отравлениями и болезнями обитателей внутреннего дворца.

## Персонажи

### Главные персонажи
Маомао (яп. 猫猫) — главная героиня ранобэ, манги и аниме. Внешне непримечательная девушка, проживавшая в столичном квартале красных фонарей. Её детство прошло в Малахитовом чертоге, знаменитом борделе. После того, как работорговцы продают её служанкой в императорский дворец, она случайно оказывается втянута в дворцовые интриги. Используя свои познания о ядах и лекарственных растениях, Маомао занимает важное место в иерархии дворца, выполняя роль дегустатора пищи для проверки на ядовитые примеси. Жэньши влюбляется в неё, но она не отвечает ему взаимностью, часто игнорируя его попытки втереться в доверие, и поначалу возмущается тем, что он вовлекает её в раскрытие преступлений. Вместо этого она предпочитает проводить время, пробуя различные яды и лекарства, иногда на себе. Тем не менее она часто помогает ему разгадать любую тайну, которую он ей доверяет.
Сэйю: Аой Юки (аудиодрама и аниме)
Цзиньши (яп. 壬氏 Дзинси) — второй главный герой новеллы и её адаптаций, евнух-распорядитель внутреннего двора, следящий за порядком в гареме императора. Красивый юноша с тёмными волосами, по которому сходят с ума многие девушки и парни. Позже выясняется, что он лишь притворялся евнухом, дабы скрыть свою истинную личность — родственника императора. За его внешностью скрывается проницательный ум; параллельно со своими обязанностями он пытается улучшить жизнь во дворце. Несмотря на это, Жэньши довольно инфантилен и ленив, о чём знают только Маомао и его подручный Гаошунь.
Сэйю: Такахиро Сакураи (аудиодрама), Такэо Оцука (аниме)

### Императорская семья
Император — с виду хладнокровный и жестокий правитель, но на деле — весьма нерасторопный и в целом доброжелательный. В кругу близких чувствует себя открыто и свободно, любит шутить.
Сэйю: Даити Эндо (аниме)

#### Наложницы
Гёкуё (яп. 玉葉) — фаворитка императора с титулом «Драгоценная супруга». Озорная и жизнерадостная женщина, но в то же время осторожная и мудрая. После того, как Маомао спасла её новорождённую дочь, тайно предупредив об отравленной косметике, Юйе назначила её личной служанкой, в дополнение к трём другим. Позже взяла в подчинение ещё трёх служанок, приходящихся другу сёстрами, и родила императору сына. Живёт в Нефритовом зале.
Сэйю: Ёко Хикаса (аудиодрама), Ацуми Танэдзаки (аниме)
Лихуа (яп. 梨花) — наложница императора со статусом «Мудрая супруга». Родом из богатой семьи с огромным влиянием в обществе. Проживает в Хрустальном зале, имеет много слуг и точно знает себе цену. Но даже такой статус не спас её и её сына от отравления ядовитыми белилами. Наследник погиб в муках, но по приказу императора Маомао смогла спасти наложницу. Многие отзываются о Лихуа как о высокомерной личности, но на самом деле она ласковая и заботливая.
Сэйю: Юи Исикава (аниме)
Лишу (яп. 里樹) — самая младшая из наложниц, известная как «Добродетельная супруга». Тоже родом из богатой семьи, что стало причиной её избалованности. Несмотря на юный возраст, являлась наложницей ещё при бывшем императоре, из-за чего над ней издеваются её же служанки. Страдает пищевой аллергией, на которую прислуга не обращала внимания, пока не вмешалась Маомао. Живёт в Бриллиантовом зале.
Сэйю: Хина Кино (аниме)
Адо (яп. 阿多) — бывшая наложница императора со статусом «Чистая супруга». Она была хорошим другом и любимицей императора, пока не перенесла тяжёлые поздние роды. Помимо потери ребёнка, Адо лишилась матки, что вызвало сбой в её организме. Теперь она выглядит мужественно, но это не мешает ей оставаться личностью, которую все уважают и помнят её статус первой леди. Она статная, величественная, мудрая и по-своему харизматичная.
Сэйю: Юко Кайда (аниме)
Лоулань (яп. 楼蘭) — новая наложница, пришедшая на замену Адо. Равнодушная и отчуждённая девица, присланная во дворец её влиятельными родителями. Обладает целой коллекцией диковинных нарядов и профессионально занимается макияжем. Втайне ото всех переодевается прачкой под именем Цзыцуй (яп. 子翠) — в этом облике она проявляет себя как весёлая и общительная девушка, питающая страсть к насекомым и сладостям, и становится близкой подругой Маомао и Сяолань.
Сэйю: Асами Сэто (аниме)

### Прочие
Гаошунь (яп. 高順) — помощник Жэньши, отвечающий за дела внутреннего и внешнего дворов. Имеет двух сыновей — Машаня и Маляна, которые также служат при дворе.
Сэйю: Кэндзиро Цуда (аудиодрама), Кацуюки Кониси (аниме)
Гуэнь (яп. 虞淵) — придворный врач-евнух, несущий ответственность за здоровье гарема и подчинённых императора. Хотя изначально Маомао презирала его, называя «шарлатаном», позже они сдружились. Его семья поставляет во дворец высококачественную бумагу.
Сэйю: Мицуру Огата (аудиодрама), Мицуаки Канука (аниме)
Либай / Лихаку (яп. 李白) — чиновник, подаривший Маомао заколку во время церемонии. Добродушный и честный парень со стальными нервами. Влюблён в Байлин — одну из куртизанок Малахитового чертога, куда его проводила Маомао в обмен на то, что он помог ей ненадолго выехать за пределы дворца, чтобы повидаться с приёмным отцом.
Сэйю: Кэндзи Акабанэ (аниме)
Сяолань (яп. 小蘭) — прачка во внутреннем дворе, целеустремлённая и уверенная в себе девочка. Она — первая, с кем подружилась Маомао после похищения. Была продана во дворец служанкой собственными родителями, но это её не расстроило. Часто оказывается в центре происходящих событий и знает о многих скользких делах, что неоднократно помогало Маомао раскрывать заговоры.
Сэйю: Мисаки Куно (аниме)
Лакан (яп. 羅漢) — старик с моноклем, который приходится биологическим отцом Маомао. С виду обычный пожилой человек демонстрирует невероятный талант военного тактика, хотя зачастую применяет его, лишь играя в сёги или го. В остальных делах проявляет суматоху и нелепость, но способен выбирать «полезных людей», благодаря чему у него много свободного времени. Из-за своего мышления не различает лица людей, видя в них лишь игровые фишки; исключением являются лишь близкие и неординарные личности.
Сэйю: Такуя Киримото (аниме)
Ломэнь (яп. 羅門) — бывший придворный врач из квартала красных фонарей и опекун Маомао, обучивший её грамоте и лекарским навыкам. Приходится Лоханю родным дядей.
Сэйю: Хироси Янака (аниме)

## Веб-роман и ранобэ
Первоначально, с октября 2011 года, произведение публиковалось Нацу Хюгой в виде веб-романа на сайте Shosetsuka ni Naro. Позднее издатель Shufunotomo приобрёл его и опубликовал 26 сентября 2012 года под лейблом Ray Books одной книгой, проиллюстрированной Мэгуми Мацудой.
С 2014 года издательство Shufunotomo начало публиковать роман в виде ранобэ под лейблом Hero Bunko (который в основном публикует приобретённые произведения c Shosetsuka ni Naro) с иллюстрациями Токо Сино. В настоящее время опубликовано 15 томов ранобэ.
26 декабря 2024 года издательство XL Media анонсировало выпуск ранобэ на русском языке. 4 августа 2025 года издательство XL Media открыло предзаказ на первый тома, который планируется выпустить в 2025 года под названием «Монолог фармацевта».

#### Список томов ранобэ
Монолог фармацевта
| №  | На японском           | На японском            | На русском      | На русском             |
| №  | Дата публикации       | ISBN                   | Дата публикации | ISBN                   |
| -- | --------------------- | ---------------------- | --------------- | ---------------------- |
| 1  | 29 августа 2014 года  | ISBN 978-4-07-298198-6 | 2025 год        | ISBN 978-5-91996-554-1 |
| 2  | 31 января 2015 года   | ISBN 978-4-07-410821-3 |                 |                        |
| 3  | 29 июня 2015 года     | ISBN 978-4-07-401176-6 |                 |                        |
| 4  | 30 сентября 2015 года | ISBN 978-4-07-403100-9 |                 |                        |
| 5  | 30 апреля 2016 года   | ISBN 978-4-07-416947-4 |                 |                        |
| 6  | 30 ноября 2016 года   | ISBN 978-4-07-420788-6 |                 |                        |
| 7  | 28 февраля 2018 года  | ISBN 978-4-07-429772-6 |                 |                        |
| 8  | 28 февраля 2019 года  | ISBN 978-4-07-436884-6 |                 |                        |
| 9  | 28 февраля 2020 года  | ISBN 978-4-07-442420-7 |                 |                        |
| 10 | 29 января 2021 года   | ISBN 978-4-07-447215-4 |                 |                        |
| 11 | 30 апреля 2021 года   | ISBN 978-4-07-448226-9 |                 |                        |
| 12 | 29 июля 2022 года     | ISBN 978-4-07-452400-6 |                 |                        |
| 13 | 25 февраля 2023 года  | ISBN 978-4-07-454379-3 |                 |                        |
| 14 | 29 сентября 2023 года | ISBN 978-4-07-455775-2 |                 |                        |
| 15 | 29 марта 2024 года    | ISBN 978-4-07-456728-7 |                 |                        |
| 16 | 30 мая 2025 года      | ISBN 978-4-07-461876-7 |                 |                        |

### Аудиодрама
До выхода девятого тома ранобэ был анонсирован CD-диск с аудиопостановкой, который вошел в состав специального издания этого тома. Следующие части аудиодрамы были анонсированы на мероприятии Nico Live «Hero Bunko Tsushin S» (『ヒーロー文庫通信S』). Последующие CD-диски вошли в состав 11 и 12 томов. Всего на данный момент вышло три постановки.

## Манга
Первая манга-адаптация под названием Kusuriya no Hitorigoto (яп. 薬屋のひとりごと) от Нацу Хюги и Ицуки Нанао, проиллюстрированная Нэкокурагэ, начала выходить с 6-го выпуска за 2017 год журнала Monthly Big Gangan издательства Square Enix 25 мая 2017 года. Square Enix объединило главы в отдельные танкобоны. Первый том был опубликован 25 сентября 2017 года. Несмотря на осуждение иллюстратора в июле 2024 года за уклонение от уплаты налогов на 10 месяцев тюремного заключения с отсрочкой на три года, выход манги не планируют прекращать. 26 декабря 2024 года издательство XL Media анонсировало выпуск манги на русском языке. 31 марта 2025 года издательство XL Media открыло предзаказ на первые два тома, которые планируется выпустить в 2025 года под названием «Монолог фармацевта».

#### Список томов манги
Монолог фармацевта
| №  | На японском           | На японском            | На русском      | На русском             |
| №  | Дата публикации       | ISBN                   | Дата публикации | ISBN                   |
| -- | --------------------- | ---------------------- | --------------- | ---------------------- |
| 1  | 25 сентября 2017 года | ISBN 978-4-06-388690-0 | осень 2025 года | ISBN 978-5-91996-532-9 |
| 2  | 24 февраля 2018 года  | ISBN 978-4-7575-5640-9 | осень 2025 года | ISBN 978-5-91996-545-9 |
| 3  | 25 июля 2018 года     | ISBN 978-4-7575-5794-9 | 2025 год        | ISBN 978-5-91996-547-3 |
| 4  | 25 февраля 2019 года  | ISBN 978-4-7575-5963-9 | 2025 год        | ISBN 978-5-91996-556-5 |
| 5  | 25 июля 2019 года     | ISBN 978-4-7575-6216-5 |                 |                        |
| 6  | 25 марта 2020 года    | ISBN 978-4-7575-6581-4 |                 |                        |
| 7  | 25 ноября 2020 года   | ISBN 978-4-7575-6856-3 |                 |                        |
| 8  | 25 мая 2021 года      | ISBN 978-4-7575-7271-3 |                 |                        |
| 9  | 25 ноября 2021 года   | ISBN 978-4-7575-7586-8 |                 |                        |
| 10 | 23 июня 2022 года     | ISBN 978-4-7575-7985-9 |                 |                        |
| 11 | 25 февраля 2023 года  | ISBN 978-4-7575-8324-5 |                 |                        |
| 12 | 29 сентября 2023 года | ISBN 978-4-7575-8813-4 |                 |                        |
| 13 | 25 марта 2024 года    | ISBN 978-4-7575-9027-4 |                 |                        |
| 14 | 25 сентября 2024 года | ISBN 978-4-7575-9439-5 |                 |                        |
| 15 | 25 марта 2025 года    | ISBN 978-4-7575-9769-3 |                 |                        |

Вторая манга-адаптация под названием Kusuriya no Hitorigoto: Mao Mao no Kōkyū Nazotoki Techō (яп. 薬屋のひとりごと～猫猫の後宮謎解き手帳～ кусурия-но хиторигото ~Мао Мао но ко:кю: надзотоки тэтё:~, «Монолог фармацевта: Блокнот Маомао с решением головоломок внутреннего дворца») с сюжетом Нацу Хюги, проиллюстрированная Минодзи Куратой, начала выходить в ежемесячном воскресном журнале Monthly Sunday Gene-X издательства Shogakukan 19 августа 2017 года. Shogakukan объединил главы в отдельные танкобоны, первый том был опубликован 19 февраля 2018 года. По состоянию на 19 марта 2024 года опубликовано 18 томов.
25 марта 2025 года в сервисе цифровой манги Manga Up! начал выходить спин-офф «Монолога фармацевта» о приключениях Сяолань под названием Kusuriya no Hitorigoto Gaiden: Xiaolan Kaisōroku, проиллюстрированный Ицуки Нанао.

## Аниме
16 февраля 2023 года было объявлено об адаптации произведения в формат аниме-телесериала. Его продюсировали Toho Animation Studio и OLM, режиссировал и руководил сценарием Норихиро Наганума, помощником режиссёра был Акинори Фудэсака. Дизайном персонажей занималась Юкико Накатани, написанием музыки — Сатору Косаки, Кевин Пенкин и Ариса Окэхадзама.
Первый сезон транслировался с 22 октября 2023 г. по 24 марта 2024 г. на телеканале Nippon TV и его филиалах, причём в день премьеры было показано сразу три первые серии.
Первая вступительная музыкальная тема — «Hana ni Natte» (яп. 花になって хана ни наттэ, «Стань цветком») в исполнении Ryokuoushoku Shakai, финальная — «Aikotoba» (яп. アイコトバ айкотоба, «Пароль») в исполнении AiNA THE END. Вторая вступительная музыкальная тема — «Ambivalent» (яп. アンビバレント амбибарэнто, «Амбивалентность») в исполнении Uru, финальная — «Ai wa Kusuri» (яп. 愛は薬 ай ва кусури, «Любовь — это лекарство»), исполненная Wacci.
После выхода в эфир финальной серии первого сезона было объявлено, что сериал получит второй сезон, премьера которого состоялась 10 января 2025 года. Режиссёром выступил Акинори Фудэсака, первую вступительную тему «Hyakkaryōran» (яп. 百花繚乱 хякка рё:ран, «Изобилие цветов») исполнила Лилас Икута, финальную, «Shiawase no Recipe» (яп. 幸せのレシピ сиавасэ но ресипи, «Рецепт счастья») — Дай Хирай. Вторая вступительная музыкальная тема — «Kusushiki» (яп. クスシキ кусусики, «Таинственная») в исполнении мужского рок-трио Mrs. Green Apple, финальная — «Hitorigoto» (яп. ひとりごと хиторигото, «Монолог») в исполнении группы Omoinotake.
Crunchyroll лицензировал сериал для показа за пределами Азии, а также на Ближнем Востоке, в СНГ и Южной Азии, а Netflix — для потоковой передачи в некоторых регионах Азии. Второй сезон транслировался с 10 января по 4 июля 2025 года. Сразу после показа последней серии анонсировали третий сезон, точная дата выхода которого не известна.

## Комментарии
1. ↑  1 том включает содержание 2 томов японского издания